# NGC 1775
NGC 1775 je otvoreni skup u zviježđu Stolu. 

## Vanjske poveznice
- SEDS: NGC 1775